# LM5 (álbum)
LM5 es el quinto álbum de estudio del grupo británico Little Mix. Fue lanzado el 16 de noviembre de 2018 a través de RCA Records UK. Tres ediciones del álbum salieron a la venta, la edición estándar, la edición deluxe y la edición super deluxe. El álbum incluye géneros como pop, R&B, hip hop e inspiración en ritmos tropicales.
El álbum contiene siete temas compuestos por las integrantes del grupo además de ser el primer disco en el que Little Mix participó como productoras ejecutivas. Fue producido por Steve Mac, Timbaland, MNEK, entre otros.

## Antecedentes
En febrero de 2018, Pinnock anunció que el grupo se encontraba trabajando en su quinto álbum de estudio, que sería lanzado en 2018, y que habría un tour para promocionar el álbum. Posteriormente, el 21 de abril, se reveló que Pinnock y Thirlwall se encontraban trabajando en el álbum en un estudio durante su visita a Los Ángeles, Estados Unidos.
El 14 de junio de 2018, se reveló que el grupo colaboró con el trío de DJ americanos Cheat Codes en la canción «Only You», y que sería parte del álbum The Pool Party, lanzado el 6 de julio de 2018 por Ministry of Sound. La canción fue lanzada el 22 de junio de 2018. Finalmente fue incluida en la versión deluxe del álbum. Dos días antes del lanzamiento de «Only You», el 20 de junio, la cantante y compositora Kamille reveló que se encontraba trabajando con el grupo en su nuevo álbum.
El 15 de agosto de 2018 comparten el primer adelanto de una canción en sus redes sociales. En octubre de 2018 las canciones «Strip» y «Woman's World» se mencionaron en un artículo para revista Vice.

## Lanzamiento
El álbum fue lanzado el 16 de noviembre en versión estándar, deluxe y super deluxe, la edición deluxe contendrá cuatro canciones extra, mientras que la edición super deluxe contendrá las pistas adicionales junto con un libro de tapa dura con notas manuscritas del grupo. 
El grupo declaró que se inspiraron para nombrar el álbum LM5 porque "aman como [sus fanes] nombraron cada una de nuestras eras a lo largo de los años". Esto se basa en la práctica común de los fanáticos de promover un próximo álbum sin nombre en las redes sociales con un hashtag que indique las iniciales del artista y el número de álbum. El título del álbum, las ilustraciones y la fecha de lanzamiento se revelaron el 15 de octubre de 2018 a través de las redes sociales del grupo.
El primer sencillo del álbum, «Woman Like Me» con la rapera estadounidense nacida en Trinidad, Nicki Minaj, se estrenó el 12 de octubre de 2018. El 17 de octubre se reveló a través de sus redes sociales la lista de canciones incluidas en el álbum.
El 25 de octubre, Edwards compartió a través de sus redes sociales un adelanto del tema «Forget You Not». A partir del 30 de octubre, Little Mix comenzó a compartir a través de sus redes sociales un adelanto de cada canción incluida en el álbum, comenzando con la canción «The National Manthem». El 7 de diciembre se puso a la venta el vinilo del álbum.

## Promoción
Como parte de la promoción del álbum, Little Mix anunció  el 2 de noviembre su colaboración con Amazon Echo, la cual consiste en activar el alta voz y decir: "Alexa… Abre Little Mix Triple A", el mismo da acceso a más de 400 archivos de audios del detrás de escena del grupo y de la grabación del álbum. A su vez anunciaron que junto con Apple Music se llevaría a cabo el evento "Little Mix en vivo desde Londres" el 13 de noviembre en Londres donde interpretaron los sencillos promocionales del álbum «Joan of Arc», «Told You So» y «The Cure» junto con los sencillos «Woman Like Me» y «Only You». El 3 de noviembre anunciaron a través de sus redes sociales las sesiones secretas en Estados Unidos, que se llevaron a cabo el 8 de noviembre en Nueva York, San Francisco, Los Ángeles, Boston y Filadelfia en distintas radios seleccionadas y donde los fanáticos elegidos pudieron oír el álbum antes de su lanzamiento además de realizar un videochat con el grupo.

### Sencillos
El primer sencillo del álbum se titula «Woman Like Me» y fue lanzado a la venta el 12 de octubre de 2018. La canción debutó en el quinto puesto del UK Singles Chart. Fue interpretada por primera vez en los BBC Radio 1 Teen Awards 2018 el 21 de octubre de 2018, aunque la presentación no fue televisada. El video musical fue lanzado el 25 de octubre de 2018 y fue dirigido por Marc Klasfeld. La primera presentación televisada fue realizada el 28 de octubre de 2018 en The X Factor. El 2 de noviembre de 2018, el sencillo alcanzó el segundo puesto en el UK Singles Chart. El 4 de noviembre Little Mix y Nicki Minaj interpretaron el sencillo por primera vez juntas en los MTV European Music Awards. La presentación fue considerada por Billboard como la mejor de la noche.
Sencillos promocionales
El primer sencillo promocional del álbum, titulado «Joan of Arc» fue lanzado a la venta el 2 de noviembre de 2018. El 1 de noviembre se lanzó un adelanto del tema junto con un adelanto del video musical del mismo. Previamente, el 15 de agosto de 2018 se compartió un video de unos segundos cantando el estribillo de la canción. Descrita por Brooke Bajgrowicz de Billboard como una canción de empoderamiento femenino, asegurando que «las chicas continúan proclamando ferozmente su independencia».
El 9 de noviembre de 2018 se lanzó el segundo sencillo promocional titulado «Told You So», compuesta por 	
Rachel Keen, Eyelar Mirzazadeh y MNEK, producida por este último.
El 13 de noviembre se lanzó el último sencillo promocional del álbum titulado «The Cure», fue considerada por Starr Bowenbank de Billboard como la "nueva balada de empoderamiento" del grupo.
El 16 de noviembre de 2018 se lanzó el video musical del tema «More Than Words» junto a la cantante Kamille. El mismo día además se lanzó el video musical del sencillo «Strip» junto a la rapera estadounidense Sharaya J. Este último fue dirigido por Rankin y codirigido por el grupo, en colaboración con Youtube, y contó con la participación de distintas mujeres influencers, activistas y artistas como Nimco Ali cofundadora de la fundación "Daughters of Eve" destinada a crear conciencia sobre la mutilación genital femenina. Previo al lanzamiento del video, el grupo compartió en sus redes sociales catorce videos de distintas mujeres, como Bryony Gordon, Felicity Hayward y Maxim Magnus, entre otras; en cada video se habla de una experiencia distinta desde el trabajo como activistas en la lucha contra el cáncer, derechos igualitarios, inseguridades hasta salud mental, entre otros.

### Tour
Las fechas de la primera fase del LM5 The Tour fueron anunciadas el 19 de octubre de 2018 a través de las redes sociales del grupo.

## Recepción

### Comentarios de la crítica
Kate Solomon del periódico británico Metro mencionó que «el quinto álbum de Little Mix, el perfectamente nombrado LM5, se une mejor que el álbum Glory Days, pero aún rebota "violentamente" entre los distintos estilos. Algunos elementos son puro Little Mix. Sus exuberantes armonías impregnan incluso el himno rapeado «Strip», que combina el desmaquillarse con el despojar. El mensaje: eres sexy tal como eres», continúa destacando la canción «Joan of Arc» y asegura que el álbum «tiene un puñado de canciones destinadas a ser éxitos». Culmina su reseña expresando que «quizás la belleza de Little Mix es que pueden cambiar los estilos de pop a voluntad, pero, después de siete años, tal vez sea el momento de un sonido que sea completamente suyo».
Joe Passmore de la revista inglesa Attitude comenzó su reseña al mencionar que si bien muchos artistas suelen definir su nuevo material como "más maduro" «LM5 hace un esfuerzo genuino para alejarse del pop siempre contagioso pero a menudo de Disney que esperamos de ellas» y agregó que «el sonido general es más cohesivo, pulido y seguro que sus dos últimos álbumes». Continuó mencionando que «Woman Like Me» es una buena representación del cambió de sonido del álbum, así como también menciona que no hay canciones completamente pop en el álbum como «Black Magic» pero que si posee canciones "divertidas y con un uptempo rítmico" como «Joan of Arc», por último menciona que «Strip», el segundo sencillo del álbum, «continúa en la narrativa sobre el empoderamiento femenino que recorre la discografía de Little Mix ... es una celebración audaz, confiada y sin disculpas de la confianza y la autoestima del cuerpo». Culmina su reseña al mencionar que «hay un mayor énfasis en las voces aquí en comparación con Glory Days, ya que las chicas nos brindan muchas de las armonías que nos hicieron enamorarnos de ellas hace siete años, y Leigh-Anne brilla más que nunca. En general, LM5 es un paso adelante para Little Mix. Puede que no sea el gran álbum de pop "burbujeante" que quieren algunos fanáticos, pero realmente están empezando a explorar su sonido y mostrarnos la música que quieren hacer».
Amy Mcmahon de la revista irlandesa Hot Press dio al álbum un puntaje nueve de diez y comenzó alabando «The National Manthem» al decir que la canción «muestra el verdadero talento de las chicas. Desnudado, sin pegadizo ritmo simplemente hermosas armonías. También abre el álbum con un compromiso a la infancia, estableciendo el tono para el álbum feminista, fuerte y orgulloso que es». Finalmente consideró que es «sin lugar a dudas un álbum hecho por mujeres empoderadas para empoderar a las mujeres».
Hannah Mylrea, de NME, opinó que el álbum carecía de melodías pero que «hay momentos de pop chispeante» y que «líricamente [es] el más maduro que han hecho», concluyendo que el disco «es la culminación del crecimiento de la banda en los últimos siete años. Sí, a veces puede que se pierda musicalmente, pero con su mensaje fuerte y relevante es un hito para la banda».
Alexis Petridis de The Guardian, declaró que el álbum «cumple la mayoría de las casillas del pop moderno», pero sentía que estaba dirigido al mercado de los Estados Unidos y que «el grupo a menudo no canta tanto con acento estadounidense sino como una imitación completa de un profundo murmullo de un rapero del sur». Sin embargo, según Petridis, «las fallas de LM5 no se reducen realmente a su inclinación centrada en los Estados Unidos ... Son las fallas clásicas de los álbumes de pop de hoy: es demasiado largo, sus aspectos más destacados aparecen en medio de las canciones "relleno" ... pero es lo suficientemente alto para que LM5 prolongue aún más la carrera de Little Mix, al menos en Gran Bretaña». Alexandra Pollard, de The Independent, dijo que el álbum «salta entre géneros con alta velocidad» y que «en un punto, todo comienza a sentirse un poco a la derivada», concluyendo que «en última instancia, a pesar de algunos puntos altos, LM5 es tan disperso, tanto temática como musicalmente, que es difícil encontrar mucho para agarrar».
Mike Nied del sitio web Idolator encontró el álbum «lleno de riesgos creativos», y aclamó que el álbum es «bajo en canciones "relleno" y alto en calidad pop que une una variedad de sonidos, LM5 es fácilmente uno de los mejores lanzamientos de Little Mix hasta la fecha», considerándolo el trabajo "más ambicioso" del grupo. Michael Love Michael de la revista Paper colocó los temas de LM5 en la lista "Solo Bops: 10 canciones que necesitas para comenzar bien tu fin de semana", al igual que otros críticos señaló que «la colección resultante es posiblemente su grupo de canciones más alentador hasta el momento».

### Rendimiento comercial
En Reino Unido, el álbum debutó en el tercer puesto del UK Albums Chart con 56,840 copias vendidas en su primera semana, quedando detrás de Love del cantante Michael Bublé y Delta de Mumford & Sons. En Irlanda el álbum debutó en el segundo puesto perdiendo el primer puesto, solo por seis ventas, contra la banda sonora A Star Is Born según informó Official Charts Company.

## Lista de canciones
- Edición estándar

| LM5   |                                   | |                                                                      |          |  |
| N.º   | Título                            | Escritor(es) | Productor(es)                                                        | Duración |  |
| 1.    | «The National Manthem»            | Leigh-Anne Pinnock, Jade Thirlwall, James Abrahart, Sarah Hudson, Michael Woods, Kevin White                                                                                       | Joe Kearns                                                           | 0:29     |  |
| 2.    | «Woman Like Me» (con Nicki Minaj) | Jess Glynne, Steve Mac, Onika Maraj, Ed Sheeran | Steve Mac                                                            | 3:49     |  |
| 3.    | «Think About Us»                  | Camille Purcell, Linus Nordstrom, Frank Nobel | Goldfingers, Louis Bell, Kamille, Kearns                             | 3:55     |  |
| 4.    | «Strip» (con Sharaya J)           | Leigh Anne Pinnock, Jade Thirlwall, Perrie Edwards, Jesy Nelson, Purcell, Christopher Crowhurst, Sharaya Howell                                                                    | Chris Loco, MNEK, Kearns, Maegan Cottone                             | 3:19     |  |
| 5.    | «Monster in Me»                   | Purcell, Crowhurst, Nordstrom, Nobel, Anna Jones | Loco, Goldfingers, Matt Rad, Kamille, Cottone                        | 3:45     |  |
| 6.    | «Joan of Arc»                     | Pinnock, Thirlwall, Hanni Ibrahim, Patrick Patrikios, Philip Plested, Alexandra Shungudzo Govere                                                                                   | Loosechange                                                          | 3:11     |  |
| 7.    | «Love a Girl Right»               | Pinnock, Thirlwall, Edwards, Nelson, Purcell, Crowhurst, Robert Suarez, John Barrett, Joseph "Pal Joey" Longo III, Timothy Kelley, Robert Robinson, Mark Andrews, Markquis Collins | Loco, Kearns, Jenna Andrews, Kamille                                 | 3:02     |  |
| 8.    | «American Boy»                    | Richard Boardman, Pablo Bowman, Sarah Blanchard, Cleo Tighe, Rachel Furner | The Six, Bell, Aaron Hibell, Andrews                                 | 3:11     |  |
| 9.    | «Told You So»                     | Rachel Keen, Uzoechi Emenike, Eyelar Mirzazadeh | MNEK, Kearns                                                         | 3:12     |  |
| 10.   | «Wasabi»                          | Thirlwall, Emenike, Mike Sabath, Govere | Mike Sabbath, John Hill, Kearns                                      | 2:34     |  |
| 11.   | «More Than Words» (con Kamille)   | Purcell, Timothy Mosley, Ángel López, Federico Vindver, Larrance Dopson, Ayna Jones                                                                                                | Timbaland, Lopez, Vindver, Dopson, Kearns                            | 3:18     |  |
| 12.   | «Motivate»                        | Pinnock, Thirlwall, Edwards, James Norton, Ibrahim, Patrikios, Jenna Andrews, Javier González                                                                                      | Loosechange, Yei, S1, Jameil Aossey, Lonestarrmuzik, Kearns, Andrews | 3:21     |  |
| 13.   | «Notice»                          | Pinnock, Thirlwall, Sabath, Govere | Sabath, Hill, Kearns, Andrews                                        | 3:34     |  |
| 14.   | «The Cure»                        | Purcell, Thomas Barnes, Peter Kelleher, Benjamin Kohn | TMS, Andrews                                                         | 3:35     |  |
| 44:15 |                                   | |                                                                      |          |  |

- Edición deluxe

| LM5 - deluxe |                              |                                                                                   |                                                   |          |  |
| N.º          | Título                       | Escritor(es)                                                                      | Productor(es)                                     | Duración |  |
| 15.          | «Forget You Not»             | Purcell, Edvard Forre Erfjord, Henrik Barman Michelsen, Jones                     |                                                   | 3:07     |  |
| 16.          | «Woman's World»              | Thirlwall, Furner, Jez Ashurst                                                    | Sam de Jong, Kearns, Cottone                      | 3:37     |  |
| 17.          | «The Cure (Stripped)»        | Purcell, Barnes, Kelleher, Kohn                                                   | TMS, Andrews                                      | 1:47     |  |
| 18.          | «Only You» (con Cheat Codes) | Pablo Bowman, Trevor Dahl, KEVI, Matthew Russell, Nicholas Gale, Richard Boardman | Digital Farm Animals, Maegan Cottone, Trevor Dahl | 3:09     |  |
| 55:55        |                              |                                                                                   |                                                   |          |  |

| LM5 - edición Japonesa |                                                |                                                                                   |                                                   |          |  |
| N.º                    | Título                                         | Escritor(es)                                                                      | Productor(es)                                     | Duración |  |
| 19.                    | «Only You» (con Cheat Codes, versión acústica) | Pablo Bowman, Trevor Dahl, KEVI, Matthew Russell, Nicholas Gale, Richard Boardman | Digital Farm Animals, Maegan Cottone, Trevor Dahl | 3:10     |  |

| LM5 - bonus iTunes Store |                                                 |          |  |
| N.º                      | Título                                          | Duración |  |
| 19.                      | «More Than Words» (con Kamille - Video musical) | 3:20     |  |

Notas
- «Love a Girl Right» contiene una interpolación de la canción «Thong Song» de Sisqó.[1]

## Posicionamiento en las listas

### Semanales
| País            | Lista                                  | Mejor posición |      |
| 2018            | 2018                                   | 2018           | 2018 |
| --------------- | -------------------------------------- | -------------- | ---- |
| Alemania        | Offizielle Top 100                     | 22             |      |
| Australia       | ARIA                                   | 8              |      |
| Austria         | Ö3 Austria Top 40                      | 21             |      |
| Bélgica         | Ultratop Flanders                      | 8              |      |
| Bélgica         | Ultratop Wallonia                      | 51             |      |
| Canadá          | Billboard Canadian Albums              | 24             |      |
| Corea del Sur   | Gaon                                   | 16             |      |
| Dinamarca       | Hitlisten                              | 16             |      |
| Escocia         | OCC                                    | 2              |      |
| Eslovaquia      | ČNS IFP                                | 31             |      |
| España          | PROMUSICAE                             | 8              |      |
| Estados Unidos  | Billboard 200                          | 40             |      |
| Francia         | SNEP                                   | 55             |      |
| Irlanda         | IRMA                                   | 2              |      |
| Italia          | FIMI                                   | 22             |      |
| Japón           | Japanese International Albums (Oricon) | 15             |      |
| Japón           | Japanese Albums (Oricon)               | 60             |      |
| Noruega         | VG-lista                               | 32             |      |
| Nueva Zelanda   | RMNZ                                   | 6              |      |
| Países Bajos    | MegaCharts                             | 9              |      |
| Polonia         | ZPAV                                   | 42             |      |
| Reino Unido     | OCC UK Albums                          | 3              |      |
| República Checa | ČNS IFPI                               | 32             |      |
| Suecia          | Sverigetopplistan                      | 28             |      |
| Suiza           | Schweizer Hitparade                    | 22             |      |

### Anuales
| País             | Lista                              | Mejor posición |      |
| 2018             | 2018                               | 2018           | 2018 |
| ---------------- | ---------------------------------- | -------------- | ---- |
| Bélgica Flanders | Belgian Albums (Ultratop Flanders) | 185            |      |
| Reino Unido      | UK Albums (OCC)                    | 25             |      |

## Certificaciones
| País        | Organismo certificador | Certificación | Ventas/remesas | Ref.   |
| ----------- | ---------------------- | ------------- | -------------- | ------ |
| Brasil      | Pro-Música Brasil      | Platino       | 40 000         | [ 88 ] |
| Reino Unido | BPI                    | Platino       | 300 000        | [ 89 ] |